# Nyctemera sonticum
Nyctemera sonticum là một loài bướm đêm thuộc phân họ Arctiinae, họ Erebidae.